# Ego-Autobau

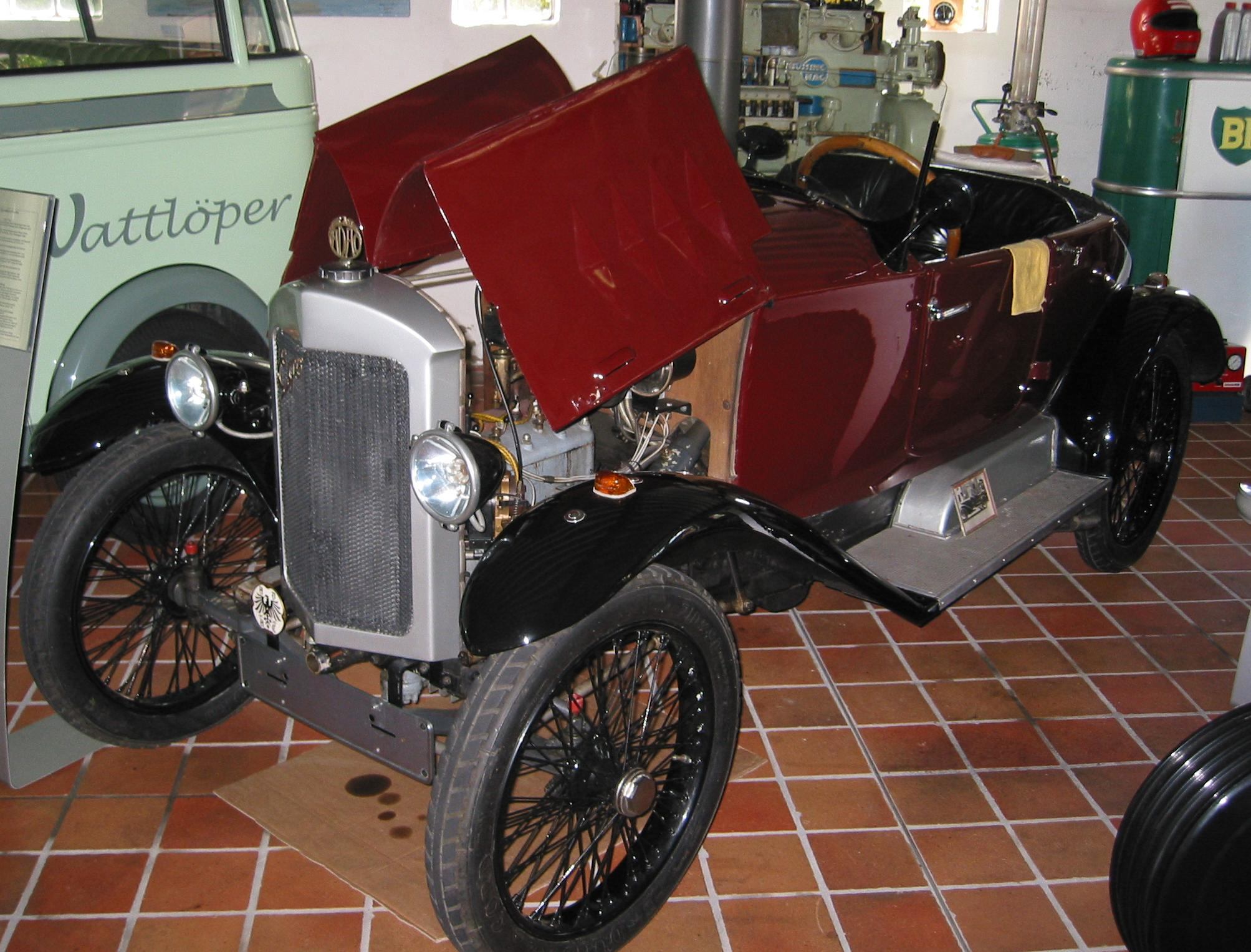
Ego 4/14 PS von 1922

Ego-Autobau GmbH, vorher Ego-Werke und Ego-Werke AG, war ein deutscher Hersteller von Automobilen.

## Unternehmensgeschichte
Die Mercur Flugzeugbau GmbH aus Berlin gründete 1921 die Ego-Werke zur Produktion von Automobilen. 1923 erfolgte die Umwandlung in eine Aktiengesellschaft. 
Beteiligt waren Romeo Wankmüller, August Bergschmidt, Richard Geissler, Franz Josef Busch und Karl Otto v. Haugwitz. Otto Graf war Technischer Direktor. Im Oktober ging das Unternehmen erstmals in Konkurs. Die Hiller Automobilfabrik übernahm die Produktion der Fahrzeuge und verwendete den Markennamen Hiller. Am 10. Dezember 1925 erwarb die neu gegründete Ego-Autobau GmbH von den in Konkurs geratenen Hiller-Automobilwerken die Herstellungsrechte. Die Produktion in Kleinserie fand nun unter Leitung von Wilhelm Hiller bei der Automechanik GmbH statt. 1927 endete die Produktion. Die Automechanik GmbH war noch bis 1931 für die Ersatzteilversorgung zuständig.

## Fahrzeuge
Das erste Modell 4/14 PS hatte einen Vierzylindermotor aus eigener Fertigung mit 1016 cm³ Hubraum. Der Motor leistete 15 PS. Der Radstand betrug 256 cm und das Leergewicht 700 kg.
Auf einem Ego-Kleinwagen des Typ-4/14-PS errang Rudolf Caracciola, der später erfolgreichste Rennfahrer in Europa, bei einem Kleinautorennen im Berliner Grunewaldstadion am 28./29. April 1923 seinen ersten Sieg mit einem Automobil.  Mindestens ein Ego-Fahrzeug nahm am 30. September 1923 an einem stärker besetzten Kleinautorennen auf der Berliner AVUS teil. Nach einer Werbeanzeige des Herstellers wurden 1924 insgesamt 24 Siege mit dem Typ-4/14-PS von Ego erzielt.
Im Herbst 1924 kamen das verbesserte Modell 4/20 PS sowie der Sportwagen 4/24 PS mit Zweivergasermotor heraus. 
1925 folgte das größere Modell 5/25 PS mit Platz für vier Personen und bereits mit Vierradbremse. Der Vierzylindermotor mit OHV-Ventilsteuerung hatte 1320 cm³ Hubraum und leistete 25 PS. Der Radstand betrug 280 cm. Das Fahrzeug wog 850 kg.
Mindestens ein Fahrzeug ist erhalten geblieben und steht im Oldtimermuseum in Bredstedt.